# Bologna Football Club 1909 2013-2014
Questa voce raccoglie le informazioni riguardanti il Bologna Football Club 1909 nelle competizioni ufficiali della stagione 2013-2014.

## Stagione
Stefano Pioli mantenne la conduzione tecnica per il terzo anno di fila, distinguendosi tuttavia per un sofferto avvio in campionato: gli appena 3 punti conseguiti nei primi 8 turni riservarono infatti ai felsinei l'ultima posizione in solitaria, abbandonata dopo la vittoria contro il Livorno firmata dal primo gol in Serie A del neoacquisto Crespo.
Il persistere di un quadro allarmante si tradusse, successivamente alla sosta natalizia, nell'avvicendamento in panchina con Ballardini: ad inaugurare il nuovo corso fu un pareggio interno contro la Lazio, risultato col quale gli emiliani raggiunsero la terzultima piazza a quota 16.
I malumori dell'ambiente sfociarono nella polemica accoglienza all'iniziativa attuata prima della gara contro il Napoli: in ricordo di Lucio Dalla (amico del presidente onorario Gianni Morandi) e per commemorare il gemellaggio con la tifoseria partenopea prima del fischio d'inizio risuonò Caruso, cerimoniale osteggiato tuttavia dai sostenitori locali con fischi e insulti rivolti agli avversari tanto da comportare l'anticipata sospensione del brano musicale.
Postasi all'infuori del terzetto di coda espugnando il campo del Torino, la squadra difese un lieve margine nei confronti delle inseguitri durante la primavera: a minare le possibilità di salvezza soggiunse però il crollo casalingo della quartultima giornata con la Fiorentina, seguito dal nulla di fatto in terra genoana.
A fronte di un'aritmetica condanna alla Serie B materializzatasi dopo il rovescio col Catania dell'11 maggio 2014, i petroniani archiviarono il torneo al penultimo posto segnalando tra l'altro il peggior rendimento casalingo e il minor numero complessivo di affermazioni.: l'infausto esito della stagione e gli attriti insorti con la tifoseria provocarono inoltre le dimissioni di Morandi e del vicepresidente Marco Pavignani dai rispettivi incarichi.

## Divise e sponsor
Per il tredicesimo anno consecutivo lo sponsor tecnico per la stagione 2013-2014 è Macron, mentre lo sponsor ufficiale è la NGM. L'intera collezione è dedicata al 50º anniversario dalla vittoria dell'ultimo scudetto nella stagione 1963-1964. Tale ricorrenza è celebrata con una stampa all'interno del collo di tutte le casacche. La prima maglia mantiene i tradizionali colori rossoblù, alternati in bande verticali, ed esibisce un colletto a "V", il cui bavero è cucito all'estremità con un filo rosso; al centro dello stesso c'è una striscia di tessuto rossoblù che termina sul retro, poco sopra al ricamo "Bologna FC". In trasferta torna la maglia bianca con banda diagonale rossoblù che parte dalla spalla sinistra e ingloba lo stemma societario.
La forma del colletto aperto a "V" è la stessa di quella casalinga, ma è diviso in due parti, rosso a sinistra e blu a destra; i calzoncini sono blu bianchi con risvolti rossoblù. La terza divisa è stata scelta dopo un concorso indetto tra gli studenti per creare una maglia che ricordasse il trionfo del 1964: di colore verde tenue, è arricchita da righe di testo dove sono impressi i nomi della rosa del Bologna sceso in campo contro l'Inter. Ai lati presenta inoltre due bande, a destra blu e a sinistra rossa. Anche in questo caso il colletto è a "V" e diviso in due sezioni, una rossa e una blu. I calzoncini infine sono verdi, così come i calzettoni, che a differenza degli altri mostrano però righe circolari blu oltre ai risvolti rossoblù della parte alta.
| Casa | Trasferta | Terza divisa | 1ª portiere | 2ª portiere | 3ª portiere |

## Organigramma societario
Dal sito internet ufficiale della società
Area direttiva
- Presidente: Albano Guaraldi
- Presidente onorario: Gianni Morandi[25]
- Vice presidente: Marco Pavignani[25]
- Amministratore delegato: Albano Guaraldi
- Amministratore: Marco Scapoli, Gianluigi Serafini, Paolo Romani, Giulio Romagnoli, Gian Paolo Rimondi, Mauro Galavotti, Maurizio Ferrari
- Direttore generale: Roberto Zanzi

Area organizzativa
- Segretario generale: Luca Befani
- Team manager: Marcello Sanfelice

Area comunicazione
- Responsabile area comunicazione: Carlo Caliceti
- Ufficio stampa: Claudio M. Cioffi, Federico Frassinella

Area marketing
- Responsabile Area Marketing: Daniele Montagnani
- Area Marketing: Andrea Battacchi, Federica Furlan, Simona Tovoli

Area tecnica
- Direttore sportivo: Salvatore Bagni
- Allenatore: Stefano Pioli[26], poi Davide Ballardini[27]
- Allenatore in seconda: Giacomo Murelli[26], poi Carlo Regno[27]
- Collaboratore tecnico: Stefano Melandri
- Preparatore/i atletico/i: Andrea Rinaldi
- Preparatore dei portieri: Mario Paradisi

Area sanitaria
- Responsabile sanitario: Gianni Nanni
- Medici sociali: Giovanbattista Sisca, Luca Bini
- Massaggiatori: Luca Ghelli, Luca Govoni, Carmelo Sposato

## Rosa
Rosa e numerazione aggiornate all'8 aprile 2014.
| N. |                      | Ruolo | Calciatore                      |
| -- | -------------------- | ----- | ------------------------------- |
| 1  | Italia (bandiera)    | P     | Gianluca Curci                  |
| 3  | Italia (bandiera)    | D     | Archimede Morleo                |
| 4  | Slovenia (bandiera)  | C     | Rene Krhin                      |
| 5  | Svezia (bandiera)    | D     | Mikael Antonsson                |
| 6  | Danimarca (bandiera) | D     | Frederik Sørensen               |
| 7  | Italia (bandiera)    | C     | Francesco Della Rocca           |
| 8  | Austria (bandiera)   | D     | György Garics                   |
| 9  | Italia (bandiera)    | A     | Rolando Bianchi                 |
| 10 | Italia (bandiera)    | A     | Davide Moscardelli              |
| 11 | Romania (bandiera)   | A     | Denis Alibec                    |
| 11 | Svezia (bandiera)    | C     | Erik Friberg                    |
| 12 | Italia (bandiera)    | A     | Robert Acquafresca              |
| 13 | Uruguay (bandiera)   | C     | Diego Laxalt                    |
| 14 | Italia (bandiera)    | D     | Cesare Natali                   |
| 15 | Uruguay (bandiera)   | C     | Diego Fernando Pérez (capitano) |
| 19 | Grecia (bandiera)    | C     | Lazaros Christodoulopoulos      |
| 20 | Uruguay (bandiera)   | D     | Mathías Abero                   |
| 20 | Brasile (bandiera)   | C     | Ibson                           |

| N. |                       | Ruolo | Calciatore          |
| -- | --------------------- | ----- | ------------------- |
| 21 | Italia (bandiera)     | D     | Nicolò Cherubin     |
| 22 | Italia (bandiera)     | D     | Andrea Mantovani    |
| 23 | Italia (bandiera)     | C     | Alessandro Diamanti |
| 24 | Italia (bandiera)     | C     | Michele Pazienza    |
| 25 | Italia (bandiera)     | P     | Federico Agliardi   |
| 26 | Italia (bandiera)     | D     | Alex Ferrari        |
| 28 | Spagna (bandiera)     | C     | Martí Riverola      |
| 29 | Italia (bandiera)     | D     | Marco Maini         |
| 31 | Serbia (bandiera)     | D     | Uroš Radaković      |
| 32 | Austria (bandiera)    | P     | Dejan Stojanović    |
| 33 | Grecia (bandiera)     | C     | Panagiōtīs Kone     |
| 35 | Slovacchia (bandiera) | D     | Marek Čech          |
| 75 | Spagna (bandiera)     | D     | José Ángel Crespo   |
| 77 | Uruguay (bandiera)    | A     | Henry Giménez       |
| 88 | Italia (bandiera)     | A     | Daniele Paponi      |
| 92 | Francia (bandiera)    | C     | Abdallah Yaisien    |
| 99 | Argentina (bandiera)  | A     | Jonathan Cristaldo  |

## Calciomercato

### Sessione estiva(dal 1/7 al 4/9)
Ben prima dell'inizio del ritiro, il Bologna aveva già in squadra diversi acquisti: il giovane Denis Alibec prelevato in prestito dall'Inter e Francesco Della Rocca, per lui un ritorno dopo la stagione 2010-2011, oltre al riscatto del cartellino di Robert Acquafresca, di Federico Rodríguez e di Panagiōtīs Kone e al prestito di Gianluca Curci. Il giorno dopo l'inizio del ritiro viene ufficializzato anche l'attaccante Rolando Bianchi mentre il 19 agosto viene ufficializzato l'ingaggio a parametro zero del difensore Marek Čech.
Tra le cessioni inizialmente spiccava quella di Diego Pérez, svincolatosi dopo 3 anni; curioso però il fatto che il 17 agosto il giocatore ritorni a vestire la maglia del Bologna, firmando un biennale. Pochi giorni dopo si trasferisce in prestito con diritto di riscatto sulla compartecipazione al Bologna, nell'ambito dell'operazione che porta Saphir Taïder in comproprietà all'Inter, l'uruguaiano Diego Laxalt; questa operazione di mercato non viene accolta benevolmente dai tifosi rossoblù. Nel resto della sessione di mercato arrivano giocatori già affermati nel panorama calcistico come Thomas Job, Andrea Mantovani e Jonathan Cristaldo; questi ultimi due sono stati presi in prestito con diritto di riscatto a favore del Bologna. Nel mercato in uscita, sono da segnalare i prestiti di Mathias Abero all'Avellino e di Casarini al Virtus Lanciano, tutte e due squadre che militeranno in Serie B.
| Acquisti | Acquisti              | Acquisti            | Acquisti                                                   |
| R.       | Nome                  | da                  | Modalità                                                   |
| -------- | --------------------- | ------------------- | ---------------------------------------------------------- |
| P        | Giacomo Venturi       | Gubbio              | fine prestito                                              |
| P        | Gianluca Curci        | Roma                | prestito con diritto di riscatto                           |
| D        | José Ángel Crespo     | Verona              | fine prestito                                              |
| D        | Andrea Bandini        | Inter               | comproprietà                                               |
| D        | Kadir Caidi           | Cesena              | riscatto comproprietà (0 €)                                |
| D        | Andrea Ingegneri      | Foligno             | fine prestito                                              |
| D        | Angelo Gregorio       | Pontedera           | riscatto comproprietà (0 €)                                |
| D        | Matteo Boccaccini     | Fano                | fine prestito                                              |
| D        | Marek Čech            | svincolato          | definitivo                                                 |
| D        | Andrea Mantovani      | Palermo             | prestito con diritto di riscatto a favore del Bologna      |
| C        | Federico Rodríguez    | Genoa               | riscatto comproprietà (0 €)                                |
| C        | Giuseppe Nazzani      | Giacomense          | fine prestito                                              |
| C        | Juan Cruz             | Carrarese           | fine prestito                                              |
| C        | Alessandro Marchi     | Frosinone           | fine prestito                                              |
| C        | Diego Fernando Pérez  | svincolato          | definitivo                                                 |
| C        | Federico Casarini     | Cagliari            | fine prestito                                              |
| C        | Nicola Capellini      | San Marino          | fine prestito                                              |
| C        | Andrea Romanò         | Inter               | comproprietà                                               |
| C        | Francesco Della Rocca | Palermo             | prestito                                                   |
| C        | Riccardo Casini       | Parma               | riscatto comproprietà (0 €)                                |
| C        | Abdallah Yaisien      | Paris Saint-Germain | definitivo (0 €)                                           |
| C        | Panagiōtīs Kone       | Brescia             | riscatto comproprietà (1,6 milioni €)                      |
| C        | Damjan Djokovic       | Cesena              | comproprietà (300.000 €)                                   |
| C        | Diego Laxalt          | Inter               | prestito con diritto di riscatto sulla compartecipazione   |
| A        | Francesco Finocchio   | Feralpisalò         | fine prestito                                              |
| A        | Manuel Gavilán        | Nocerina            | fine prestito                                              |
| A        | Riccardo Pasi         | Südtirol            | fine prestito                                              |
| A        | Gianluca Draghetti    | Giacomense          | fine prestito                                              |
| A        | Henry Giménez         | Grosseto            | fine prestito                                              |
| A        | Robert Acquafresca    | Genoa               | riscatto comproprietà (750,000 €)                          |
| A        | Denis Alibec          | Inter               | prestito con diritto di riscatto della metà del cartellino |
| A        | Rolando Bianchi       | svincolato          | definitivo                                                 |
| A        | Thomas Job            | svincolato          | definitivo                                                 |
| A        | Jonathan Cristaldo    | Metalist            | prestito oneroso con diritto di riscatto per il Bologna    |

| Cessioni | Cessioni             | Cessioni        | Cessioni                                   |
| R.       | Nome                 | a               | Modalità                                   |
| -------- | -------------------- | --------------- | ------------------------------------------ |
| P        | Giacomo Venturi      | San Marino      | prestito                                   |
| P        | Filippo Lombardi     | Bassano         | prestito                                   |
| D        | Giacomo Bassoli      | Cesena          | risoluzione alle buste a favore del Cesena |
| D        | Roger Carvalho       | Tombense        | fine prestito                              |
| D        | Marco Motta          | Juventus        | fine prestito                              |
| D        | Andrea Ingegneri     | Cesena          | comproprietà (300.000 €)                   |
| D        | Andrea Bandini       | Reggiana        | prestito                                   |
| D        | Mathías Abero        | Avellino        | prestito                                   |
| D        | Ruben Palomeque      | Como            | prestito                                   |
| C        | Gaby Mudingayi       | Inter           | definitivo (750.000 €)                     |
| C        | Diego Fernando Pérez |                 | svincolato                                 |
| C        | Francesco Finocchio  | Parma           | risoluzione alle buste a favore del Parma  |
| C        | Tiberio Guarente     | Siviglia        | fine prestito                              |
| C        | Jacopo Luppi         | Cesena          | risoluzione alle buste a favore del Cesena |
| C        | Damjan Djokovic      | CFR Cluj        | prestito                                   |
| C        | Andrea Romanò        | Crotone         | prestito                                   |
| C        | Matteo Montorsi      | Giacomense      | prestito                                   |
| C        | Riccardo Casini      | Catanzaro       | prestito                                   |
| C        | Nico Pulzetti        | Siena           | prestito                                   |
| C        | Martí Riverola       | Maiorca         | prestito                                   |
| C        | Juan Cruz            | San Marino      | definitivo                                 |
| C        | Gianluca Draghetti   | San Marino      | prestito                                   |
| C        | Nicola Pescatore     | Carrarese       | prestito                                   |
| C        | Federico Casarini    | Virtus Lanciano | prestito                                   |
| C        | Saphir Taïder        | Inter           | comproprietà (5,5 milioni €)               |
| A        | Nicola Capellini     |                 | svincolato                                 |
| A        | Alessandro Capello   | Inter           | comproprietà (2,5 milioni €)               |
| A        | Manuel Gavilán       | San Marino      | prestito                                   |
| A        | Luca Veratti         | Feralpisalò     | prestito                                   |
| A        | Riccardo Pasi        | Santarcangelo   | prestito                                   |
| A        | Alberto Gilardino    | Genoa           | fine prestito                              |
| A        | Manolo Gabbiadini    | Juventus        | fine prestito                              |
| A        | Cristian Pasquato    | Udinese         | fine prestito                              |

### Sessione invernale(dal 3/1 al 31/1)
Il calciomercato del Bologna incomincia con i ritorni in squadra dei giocatori in prestito in America: Andrea Pisanu, poi ceduto in prestito al Prato, Daniele Paponi e Federico Rodríguez. Anche alcuni giovani ritornano alla base dopo un avvio di stagione non esaltante come Andrea Romanò, Luca Veratti e Ruben Palomeque, che vengono mandati rispettivamente a Prato, Südtirol e Paganese; anche altri giovani della prima squadra vengono mandati in prestito. Gli unici acquisti sono due giocatori militanti all'estero, Erik Friberg e Ibson, comprati a titolo definitivo rispettivamente dal Malmö FF e dal Corinthians. Ma la cessione più importante arriva a mercato italiano già chiuso: il 7 febbraio viene ufficializzata la cessione di Alessandro Diamanti alla squadra cinese Guangzhou Evergrande. Già durante il calciomercato vi erano stati contatti, ma il trasferimento era saltato a causa delle mancate garanzie dei pagamenti.
| Acquisti | Acquisti           | Acquisti             | Acquisti             |
| R.       | Nome               | da                   | Modalità             |
| -------- | ------------------ | -------------------- | -------------------- |
| C        | Ibson              | Corinthians          | definitivo           |
| C        | Erik Friberg       | Malmö FF             | definitivo           |
| C        | Andrea Romanò      | Crotone              | risoluzione prestito |
| C        | Ruben Palomeque    | Como                 | risoluzione prestito |
| C        | Andrea Pisanu      | Montréal Impact      | fine prestito        |
| A        | Federico Rodríguez | Montevideo Wanderers | fine prestito        |
| A        | Luca Veratti       | Feralpisalò          | risoluzione prestito |
| A        | Daniele Paponi     | Montréal Impact      | fine prestito        |
| A        | Matteo Montorsi    | SPAL                 | risoluzione prestito |

| Cessioni | Cessioni            | Cessioni     | Cessioni                   |
| R.       | Nome                | a            | Modalità                   |
| -------- | ------------------- | ------------ | -------------------------- |
| P        | Federico Agliardi   | Cesena       | prestito                   |
| D        | Uroš Radaković      | Novara       | prestito                   |
| D        | Alex Ferrari        | Crotone      | prestito                   |
| C        | Andrea Romanò       | Prato        | prestito                   |
| C        | Ruben Palomeque     | Paganese     | prestito                   |
| C        | Andrea Pisanu       | Prato        | prestito                   |
| C        | Alessandro Diamanti | Guangzhou E. | definitivo (7,5 milioni €) |
| A        | Luca Veratti        | Südtirol     | prestito                   |
| A        | Denis Alibec        | Inter        | risoluzione prestito       |
| A        | Matteo Montorsi     | Cuneo        | prestito                   |
| A        | Henry Giménez       | Nacional     | definitivo                 |
| A        | Abdallah Yaisien    | Trapani      | prestito                   |

## Risultati

### Serie A

#### Girone di andata
| Arbitro: | De Marco (Chiavari) |

|                                |           |  |
| Callejón 32’ Hamšík 45+2’, 63’ | Marcatori |  |

| Arbitro: | Tommasi (Bassano del Grappa) |

|                          |           |                         |
| Moscardelli 41’ Kone 64’ | Marcatori | 25’ Éder 71’ Gabbiadini |

| Arbitro: | Doveri (Roma) |

|               |           |              |
| Di Natale 85’ | Marcatori | 71’ Diamanti |

| Arbitro: | Peruzzo (Schio) |

|            |           |                                   |
| Natali 29’ | Marcatori | 2’ D'Ambrosio 45'+1’ (rig.) Cerci |

| Arbitro: | Tagliavento (Terni) |

|                               |           |                                  |
| Laxalt 33’, 52’ Cristaldo 62’ | Marcatori | 12’ Poli 89’ Robinho 90+2’ Abate |

| Arbitro: | Russo (Nola) |

|                                                      |           |  |
| Florenzi 8’ Gervinho 17’, 62’ Benatia 25’ Ljajic 85’ | Marcatori |  |

| Arbitro: | Valeri (Roma 2) |

|                     |           |                                                   |
| Diamanti 52’ (rig.) | Marcatori | 22’ Cacciatore 29’ Iturbe 56’ Toni 90+3’ Jorginho |

| Arbitro: | Damato (Barletta) |

|                              |           |                     |
| Berardi 12’ Floro Flores 17’ | Marcatori | 34’ (rig.) Diamanti |

| Arbitro: | Tagliavento (Terni) |

|           |           |  |
| Crespo 3’ | Marcatori |  |

| Arbitro: | Orsato (Schio) |

|  |           |                                  |
|  | Marcatori | 26’ Garics 58’ Kone 60’ Pazienza |

| Bologna 4 novembre 2013, ore 20:45 CET 11ª giornata | Bologna           | 0 – 0 referto | Chievo | Stadio Renato Dall'Ara (15.800 spett.)\| Arbitro: \| Bergonzi (Genova) \| |
| Arbitro:                                            | Bergonzi (Genova) |               |        |                                                                           |

| Arbitro: | Doveri (Roma 1) |

|                         |           |             |
| Brivio 73’ Livaja 90+3’ | Marcatori | 76’ Bianchi |

| Arbitro: | Banti (Livorno) |

|          |           |              |
| Kone 12’ | Marcatori | 51’ Jonathan |

| Arbitro: | Irrati (Pistoia) |

|             |           |          |
| Cassano 23’ | Marcatori | 10’ Kone |

| Arbitro: | Mazzoleni (Bergamo) |

|  |           |                         |
|  | Marcatori | 13’ Vidal 89’ Chiellini |

| Arbitro: | Carmine Russo (Nola) |

|                                       |           |  |
| Iličič 13’ Borja Valero 29’ Rossi 64’ | Marcatori |  |

| Arbitro: | Massa (Imperia) |

|              |           |  |
| Diamanti 57’ | Marcatori |  |

| Arbitro: | Daniele Orsato (Schio) |

|                               |           |  |
| Bergessio 23’ Lodi 66’ (rig.) | Marcatori |  |

| Bologna 11 gennaio 2014, ore 20:45 CET 19ª giornata | Bologna     | 0 – 0 referto | Lazio | Stadio Renato Dall'Ara (16.243 spett.)\| Arbitro: \| Celi (Bari) \| |
| Arbitro:                                            | Celi (Bari) |               |       |                                                                     |

#### Girone di ritorno
| Arbitro: | Damato (Barletta) |

|                  |           |                                 |
| Bianchi 37’, 90’ | Marcatori | 62’ (rig.) Higuaín 80’ Callejón |

| Arbitro: | Guida (Torre Annunziata) |

|                |           |                     |
| Gabbiadini 61’ | Marcatori | 90’ (rig.) Diamanti |

| Arbitro: | Calvarese (Teramo) |

|  |           |                                     |
|  | Marcatori | 15’ (rig.) Di Natale 90+2’ N. López |

| Arbitro: | Irrati (Pistoia) |

|             |           |                    |
| Immobile 5’ | Marcatori | 11’, 24’ Cristaldo |

| Arbitro: | Bergonzi (Genova) |

|               |           |  |
| Balotelli 86’ | Marcatori |  |

| Arbitro: | Massa (Imperia) |

|  |           |                |
|  | Marcatori | 37’ Nainggolan |

| Verona 2 marzo 2014, ore 15:00 CEST 26ª giornata | Verona                       | 0 – 0 referto | Bologna | Stadio Marcantonio Bentegodi (20.476 spett.)\| Arbitro: \| Tommasi (Bassano del Grappa) \| |
| Arbitro:                                         | Tommasi (Bassano del Grappa) |               |         |                                                                                            |

| Bologna 9 marzo 2014, ore 15:00 CEST 27ª giornata | Bologna                  | 0 – 0 referto | Sassuolo | Stadio Renato Dall'Ara (21.694 spett.)\| Arbitro: \| Guida (Torre Annunziata) \| |
| Arbitro:                                          | Guida (Torre Annunziata) |               |          |                                                                                  |

| Arbitro: | Bergonzi (Genova) |

|                          |           |                               |
| Benassi 46’ Paulinho 52’ | Marcatori | 86’ (rig.) Christodoulopoulos |

| Arbitro: | Gervasoni (Mantova) |

|                               |           |  |
| Christodoulopoulos 78’ (rig.) | Marcatori |  |

| Arbitro: | Rocchi (Firenze) |

|                                       |           |  |
| Paloschi 7’ (rig.), 78’ L. Rigoni 89’ | Marcatori |  |

| Arbitro: | Valeri (Roma) |

|  |           |                              |
|  | Marcatori | 22’ De Luca 26’ Estigarribia |

| Arbitro: | Mazzoleni (Bergamo) |

|                |           |                        |
| Icardi 6’, 62’ | Marcatori | 35’ Cristaldo 71’ Kone |

| Arbitro: | Doveri (Roma) |

|              |           |               |
| Cherubin 44’ | Marcatori | 79’ Palladino |

| Arbitro: | Giacomelli (Trieste) |

|           |           |  |
| Pogba 64’ | Marcatori |  |

| Arbitro: | Massa (Imperia) |

|  |           |                              |
|  | Marcatori | 23’, 87’ Cuadrado 34’ Iličič |

| Genova 4 maggio 2014, ore 15.00 CEST 36ª giornata | Genoa                    | 0 – 0 referto | Bologna | Stadio Luigi Ferraris\| Arbitro: \| Guida (Torre Annunziata) \| |
| Arbitro:                                          | Guida (Torre Annunziata) |               |         |                                                                 |

| Arbitro: | Rocchi (Firenze) |

|            |           |                          |
| Morleo 78’ | Marcatori | 33’ Monzòn 81’ Bergessio |

| Arbitro: | Maresca (Napoli) |

|                     |           |  |
| Biglia 90+4’ (rig.) | Marcatori |  |

### Coppa Italia

#### Turni preliminari
| Arbitro: | Tagliavento (Terni) |

|              |           |  |
| Diamanti 39’ | Marcatori |  |

| Arbitro: | Chiffi (Padova) |

|                 |           |                           |
| Moscardelli 85’ | Marcatori | 78’ Valiani 120+2’ Feddal |

## Statistiche
Statistiche aggiornate al 18 maggio 2014.

### Statistiche di squadra
| Competizione | Punti | In casa | In casa | In casa | In casa | In casa | In casa | In trasferta | In trasferta | In trasferta | In trasferta | In trasferta | In trasferta | Totale | Totale | Totale | Totale | Totale | Totale | DR  |
| Competizione | Punti | G       | V       | N       | P       | Gf      | Gs      | G            | V            | N            | P            | Gf           | Gs           | G      | V      | N      | P      | Gf     | Gs     | DR  |
| ------------ | ----- | ------- | ------- | ------- | ------- | ------- | ------- | ------------ | ------------ | ------------ | ------------ | ------------ | ------------ | ------ | ------ | ------ | ------ | ------ | ------ | --- |
| Serie A      | 29    | 19      | 3       | 8       | 8       | 15      | 27      | 19           | 2            | 6            | 11           | 13           | 31           | 38     | 5      | 14     | 19     | 28     | 58     | −30 |
| Coppa Italia | -     | 2       | 1       | 0       | 1       | 2       | 2       | 0            | 0            | 0            | 0            | 0            | 0            | 2      | 1      | 0      | 1      | 2      | 2      | 0   |
| Totale       | -     | 21      | 4       | 8       | 9       | 17      | 29      | 19           | 2            | 6            | 11           | 13           | 31           | 40     | 6      | 14     | 20     | 30     | 60     | −30 |

### Andamento in campionato
| Giornata  | 1  | 2  | 3  | 4  | 5  | 6  | 7  | 8  | 9  | 10 | 11 | 12 | 13 | 14 | 15 | 16 | 17 | 18 | 19 | 20 | 21 | 22 | 23 | 24 | 25 | 26 | 27 | 28 | 29 | 30 | 31 | 32 | 33 | 34 | 35 | 36 | 37 | 38 |
| --------- | -- | -- | -- | -- | -- | -- | -- | -- | -- | -- | -- | -- | -- | -- | -- | -- | -- | -- | -- | -- | -- | -- | -- | -- | -- | -- | -- | -- | -- | -- | -- | -- | -- | -- | -- | -- | -- | -- |
| Luogo     | T  | C  | T  | C  | C  | T  | C  | T  | C  | T  | C  | T  | C  | T  | C  | T  | C  | T  | C  | C  | T  | C  | T  | T  | C  | T  | C  | T  | C  | T  | C  | T  | C  | T  | C  | T  | C  | T  |
| Risultato | P  | N  | N  | P  | N  | P  | P  | P  | V  | V  | N  | P  | N  | N  | P  | P  | V  | P  | N  | N  | N  | P  | V  | P  | P  | N  | N  | P  | V  | P  | P  | N  | N  | P  | P  | N  | P  | P  |
| Posizione | 20 | 17 | 15 | 16 | 16 | 18 | 19 | 20 | 18 | 17 | 16 | 16 | 17 | 17 | 19 | 19 | 17 | 17 | 18 | 17 | 17 | 17 | 16 | 16 | 17 | 17 | 17 | 18 | 16 | 17 | 17 | 17 | 17 | 17 | 18 | 18 | 19 | 19 |

Fonte:  Serie A – Classifiche, su sport.sky.it, Sky Sport. URL consultato il 7 settembre 2013 (archiviato dall'url originale l'11 settembre 2014).
Legenda:

Luogo: C = Casa; T = Trasferta. Risultato: V = Vittoria; N = Pareggio; P = Sconfitta.

### Statistiche dei giocatori
| Giocatore             | Serie A  | Serie A | Serie A     | Serie A    | Coppa Italia | Coppa Italia | Coppa Italia | Coppa Italia | Totale   | Totale | Totale      | Totale     |
| Giocatore             | Presenze | Reti    | Ammonizioni | Espulsioni | Presenze     | Reti         | Ammonizioni  | Espulsioni   | Presenze | Reti   | Ammonizioni | Espulsioni |
| --------------------- | -------- | ------- | ----------- | ---------- | ------------ | ------------ | ------------ | ------------ | -------- | ------ | ----------- | ---------- |
| F. Agliardi           | 0        | 0       | 0           | 0          | 0            | 0            | 0            | 0            | 0        | 0      | 0           | 0          |
| M. Antonsson          | 34       | 0       | 3           | 0          | 1            | 0            | 1            | 0            | 35       | 0      | 4           | 0          |
| R. Acquafresca        | 19       | 0       | 2           | 0          | 1            | 0            | 0            | 0            | 20       | 0      | 2           | 0          |
| R. Bianchi            | 28       | 3       | 4           | 0          | 1            | 0            | 0            | 0            | 29       | 3      | 4           | 0          |
| M. Cech               | 11       | 0       | 0           | 0          | 1            | 0            | 0            | 0            | 12       | 0      | 0           | 0          |
| N. Cherubin           | 15       | 1       | 4           | 0          | 0            | 0            | 0            | 0            | 15       | 1      | 4           | 0          |
| L. Christodoulopoulos | 27       | 2       | 4           | 0          | 2            | 0            | 0            | 0            | 29       | 2      | 4           | 0          |
| J. A. Crespo          | 10       | 1       | 0           | 0          | 1            | 0            | 0            | 0            | 11       | 1      | 0           | 0          |
| J. Cristaldo          | 28       | 4       | 2           | 1          | 0            | 0            | 0            | 0            | 28       | 4      | 2           | 1          |
| G. Curci              | 37       | -57     | 2           | 0          | 1            | 0            | 0            | 0            | 38       | -57    | 2           | 0          |
| F. Della Rocca        | 9        | 0       | 4           | 0          | 2            | 0            | 0            | 0            | 11       | 0      | 4           | 0          |
| A. Diamanti           | 19       | 5       | 9           | 0          | 1            | 1            | 0            | 0            | 20       | 6      | 9           | 0          |
| G. Garics             | 34       | 1       | 7           | 0          | 1            | 0            | 0            | 0            | 35       | 1      | 7           | 0          |
| P. Kone               | 28       | 5       | 12          | 1          | 1            | 0            | 0            | 0            | 29       | 5      | 12          | 1          |
| R. Krhin              | 27       | 0       | 4           | 0          | 1            | 0            | 0            | 0            | 28       | 0      | 4           | 0          |
| D. Laxalt             | 15       | 2       | 0           | 0          | 0            | 0            | 0            | 0            | 15       | 2      | 0           | 0          |
| M. Maini              | 0        | 0       | 0           | 0          | 0            | 0            | 0            | 0            | 0        | 0      | 0           | 0          |
| A. Mantovani          | 21       | 0       | 6           | 0          | 1            | 0            | 0            | 0            | 22       | 0      | 6           | 0          |
| A. Morleo             | 31       | 1       | 7           | 0          | 1            | 0            | 0            | 0            | 32       | 1      | 7           | 0          |
| D. Moscardelli        | 17       | 1       | 5           | 0          | 2            | 1            | 0            | 0            | 19       | 2      | 5           | 0          |
| C. Natali             | 32       | 1       | 2           | 1          | 1            | 0            | 1            | 0            | 33       | 1      | 3           | 1          |
| M. Pazienza           | 22       | 1       | 8           | 0          | 2            | 0            | 0            | 0            | 24       | 1      | 8           | 0          |
| D. Pérez              | 27       | 0       | 10          | 0          | 0            | 0            | 0            | 0            | 27       | 0      | 10          | 0          |
| U. Radaković          | 0        | 0       | 0           | 0          | 1            | 0            | 0            | 0            | 1        | 0      | 0           | 0          |
| F. Rodríguez          | 1        | 0       | 0           | 0          | 0            | 0            | 0            | 0            | 1        | 0      | 0           | 0          |
| D. Stojanović         | 1        | -1      | 0           | 0          | 1            | -2           | 0            | 0            | 2        | -3     | 0           | 0          |
| F. Sørensen           | 15       | 0       | 1           | 1          | 1            | 0            | 0            | 0            | 16       | 0      | 1           | 1          |
| A. Yaisien            | 0        | 0       | 0           | 0          | 1            | 0            | 1            | 0            | 1        | 0      | 1           | 0          |

## Giovanili

### Organigramma societario
Area direttiva
- Responsabile: Daniele Corazza
- Segretario settore giovanile: Sonia Stagni

Area tecnica - Primavera
- Responsabile: Francesco Baldini

Area tecnica - Allievi Nazionali
- Allenatore: Leonardo Colucci

Area tecnica - Allievi I e II Divisione
- Allenatore: Jonatan Binotto

Area tecnica - Giovanissimi Nazionali
- Allenatore: Fabio Perinelli

Area tecnica - Giovanissimi Professionisti
- Allenatore: Michele Borghi

### Piazzamenti
- Primavera:
  - Campionato: 7º classificato nel girone A
  - Coppa Italia: primo turno
- Allievi nazionali:
  - Campionato: 4º classificato nel girone B
  - 1º Trofeo Nazionale "Rotondi": vincitore
- Allievi I e II Divisione:
  - Campionato: 5º classificato nel girone E
  - Trofeo "Città di Savona": vincitore
- Giovanissimi nazionali:
  - Campionato: 4º classificato nel girone E
- Giovanissimi professionisti:
  - Campionato: 4º classificato nel girone E
  - Luzzara Cup: 5º classificato